# Малы-Славков
Малы-Славков (словац. Malý Slavkov) — село и одноимённая община в районе Кежмарок Прешовского края Словакии. В письменных источниках начинает упоминаться с 1275 года.

## География
Село расположено в западной части края, на левом берегу реки Попрад, у подножия Высоких Татр, при автодороге 3096. Абсолютная высота — 652 метра над уровнем моря. Площадь муниципалитета составляет 4,99 км².

## Население
| Год:                | 1994 | 2004 | 2014     | 2024     |
| ------------------- | ---- | ---- | -------- | -------- |
| Количество человек: | 0    | 840  | 991      | 1269     |
| Разница:            |      | –    | +17,97 % | +28,05 % |

По данным последней официальной переписи 2011 года, численность населения Малы-Славкова составляла 959 человек.
Национальный состав населения (по данным переписи населения 2011 года):
| Национальность | Численность, человек |
| -------------- | -------------------- |
| словаки        | 663                  |
| цыгане         | 246                  |
| украинцы       | 1                    |
| чехи           | 1                    |
| немцы          | 1                    |
| русские        | 1                    |
| не указана     | 36                   |